# WiDi
Intel Wireless Display, comúnmente conocido como WiDi, fue un protocolo de Intel Corporation, lanzado el 8 de noviembre de 2012, para la transmisión de imagen y sonido desde cualquier portátil con procesador Intel Core de 3a generación utilizando como soporte para el protocolo Widi el protocolo Wi-Fi. Permitía a un dispositivo portátil o un ordenador enviar hasta 1080p HD de video y sonido envolvente 5.1 a una pantalla compatible de forma inalámbrica. A partir de la versión 3.5 de la Intel Wireless Display, se contó con el apoyo de la norma Miracast.
Además permitía visualizar el escritorio del equipo en el televisor de manera que se podían ver fotos, películas, realizar exposiciones o simplemente trabajar cómodamente en una pantalla de mayor tamaño.
WiDi fue descontinuado en 2015 a favor de Miracast, un estándar desarrollado por Wi-Fi Alliance y compatible de forma nativa con Windows 8.1 y versiones posteriores.

## Ventajas de este protocolo
- Se elimina el uso de cables para la conexión con lo que se consigue mayor comodidad para el usuario así como una gran libertad a la hora de usar el portátil, el usuario puede situarse donde le sea más cómodo.
- Soporte para vídeo 1080p HD, se visualiza perfectamente sin problemas de sincronización.
- Reproducción Intel Insider, Bluray o DVD.
- Sonido 5.1.
- Juegos como Star Fighter Omega disponibles ya para esta plataforma.
- Ofrece la posibilidad de gestionar contenidos 3D.

## Características técnicas
- Emisión a una frecuencia de 60Ghz, bastante eficiente en la transmisión de datos siendo posible emitir vídeo en alta definición 1080p a 60 cuadros por segundo sin perder calidad.
- Alcance efectivo de 10 metros.
- No permite ver contenidos protegidos mediante la tecnología anticopia DRM.
- Compatibilidad con  HDCP 2.0 permitiendo realizar streaming desde Blu-Ray o DVD.

## Requisitos necesarios
- Tener un portátil Intel Core (i3,i5,i7) de 3a generación compatible con esta tecnología.
- Adaptador de televisión que brinde soporte a Widi, ya sea implementado en la televisión o bien mediante adaptador externo conectado a la pantalla.
- Software widget de Intel WiDi para gestionar el intercambio entre los dispositivos con tan solo un clic.
- Comprobar en la página oficial de Intel que se han instalado la última versión de los drivers implicados.